# 1947 في فلسطين الانتدابية
أحداث عام 1947 في الانتداب البريطاني على فلسطين.

## شاغلو الوظائف
- المفوض السامي - السير آلان كننغهام

## الأحداث

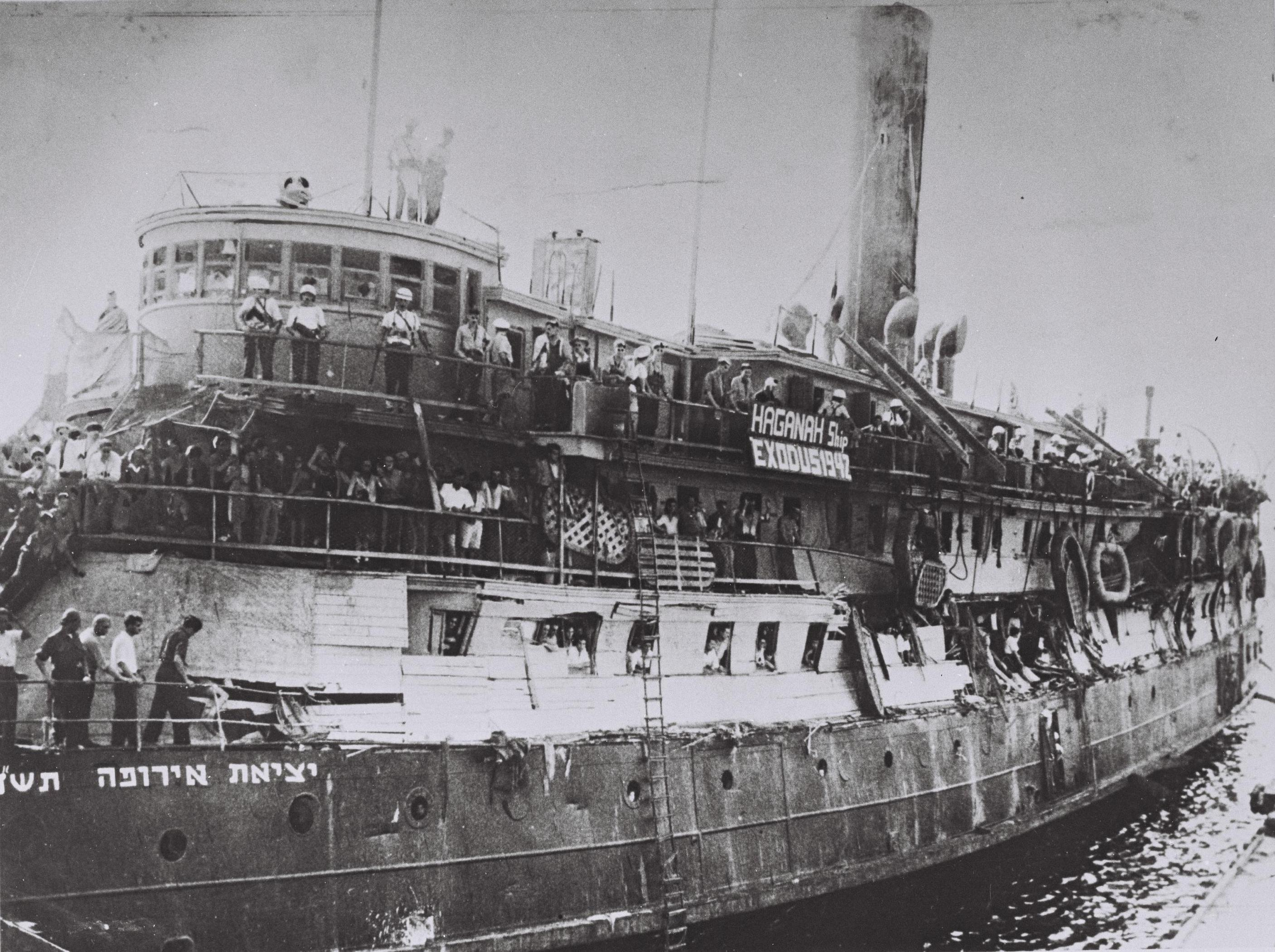
الخروج بعد الاستيلاء البريطاني.

خطة تقسيم فلسطين عام 1947

- 7 كانون الثاني (يناير)- تأسيس كيبوتس ميفتاحيم.
- 26 يناير- أعضاء الإرجون يختطفون ضابط استخبارات بريطاني قبل يومين من تاريخ الإعدام المخطط لعضو الإرجون دوف غرونر.
- 27 يناير- أعضاء منظمة الإرجون يختطفون الرئيس البريطاني للمحكمة المركزية في تل أبيب.
- 18 فبراير- أعلن وزير الخارجية البريطاني إرنست بيفين أن المملكة المتحدة قررت التخلي عن انتدابها على فلسطين والسماح للأمم المتحدة بتحديد مستقبل البلاد.
- 3 آذار/ مارس- مقتل 13 شخصًا في غارة شنتها منظمة الإرجون على نادي ضباط بريطانيين في القدس. في الوقت نفسه، هاجم الإرجون أهدافًا أخرى متعددة في جميع أنحاء فلسطين.
- 11 آذار (مارس)- تأسيس كيبوتس معيان باروخ.
- 4 مايو/ أيار - اقتحام سجن عكا: قوات الإرجون تخترق جدران سجن عكا وتطلق سراح 28 سجيناً من نشطاء الإرجون وليحي. كما هرب 214 سجينًا عربياً.
- 16 حزيران/ يونيو- اللجنة الخاصة التابعة للأمم المتحدة والمكلفة بإيجاد حل للنزاع في فلسطين، تبدأ عملها في فلسطين.
- 30 حزيران (يونيو)- تأسيس كيبوتس سعد.
- 11 تموز (يوليو)- خروج سفينة إكسدس من فرنسا متوجهاً إلى فلسطين، وعلى متنه 4500 يهودي من الناجين من الهولوكوست وليس لديهم شهادات هجرة قانونية لدخول فلسطين.
- 12 يوليو/ تموز- الإرجون تختطف اثنين من ضباط صف المخابرات البريطانية في نتانيا، وتهدد بقتلهما إذا تم إعدام سجناء محكوم عليهم بالإعدام من أعضاء الإرجون في سجن عكا.
- 18 يوليو- بعد تغطية إعلامية واسعة النطاق وتغطية لجنة اليونسكوب، قُبض على إكسدس من قبل القوات البريطانية ورفضت دخول فلسطين في ميناء حيفا.
- 29 يوليو- البريطانيون يعدمون ثلاثة من أعضاء منظمة الإرجون الذين أسروا أثناء اقتحام سجن عكا. ردا على ذلك، شنق الإرجون الرهينتين البريطانيتين المختطفتين قبل ثمانية عشر يومًا.
- 28 آب (أغسطس)- تأسيس كيبوتس هاوجين.
- 31 آب (أغسطس)- تنشر لجنة اليونسكوب خطة الأمم المتحدة لتقسيم فلسطين.
- 16 نوفمبر- المملكة المتحدة تبدأ سحب قوات جيشها من فلسطين.[بحاجة لمصدر][ بحاجة لمصدر ]
- 29 نوفمبر- الأمم المتحدة توافق على تقسيم فلسطين إلى دولتين يهودية وعربية. يقبله اليهود ويرفضه القادة العرب (انظر   ).

### 1947-1948 الحرب الأهلية
- 30 تشرين الثاني (نوفمبر)- بعد إعلان خطة التقسيم، رد العرب في فلسطين بعنف واندلع القتال مما أدى إلى اندلاع الحرب الأهلية التي تركزت حول الهاغاناه والعرب الفلسطينيين بدعم من جيش التحرير العربي.
- 2-5 كانون الأول- 1947 اضطرابات القدس: الهيئة العربية العليا تعلن إضرابًا واحتجاجًا علنيًا على التصويت. حشد من العرب يسيرون إلى ساحة صهيون بالقدس، أوقفهم البريطانيون، وبدلاً من ذلك يتجه العرب نحو المركز التجاري للمدينة، وأحرقوا العديد من المباني والمتاجر. استمر الاحتجاج ليومين آخرين، حيث هاجمت حشود عربية عددًا من الأحياء اليهودية. مقتل 70 يهوديًا و 50 عربيًا.
- 30 ديسمبر- مذبحة مصفاة نفط حيفا: ألقى مسلحو الإرجون قنبلتين على حشد من العمال العرب من سيارة مارة، مما أسفر عن مقتل ستة عمال وإصابة 42 آخرين، مما ألحق الضرر بالسلام النسبي بين المجموعتين في حيفا. في وقت لاحق من ذلك اليوم، اقتحم الحشد العربي مجمع المصفاة وقتل 39 يهوديًا.

### تواريخ غير معروفة
- تأسيس كيبوتس مشابي سديه.
- تأسيس كيبوتس تسئليم.
- تأسيس كيبوتس جيفيم.

## المواليد
- 20 كانون الثاني (يناير)- زئيف سيغال، فقيه وصحفي إسرائيلي (توفي عام 2011).
- 21 كانون الثاني (يناير)- دان شاميزر، فنان إسرائيلي وصحفي ومقدم إذاعي وتلفزيوني.
- 22 كانون الثاني (يناير)- علي يحيى، دبلوماسي عربي إسرائيلي، أول عربي إسرائيلي يشغل منصب سفير (توفي عام 2014).
- 30 كانون الثاني (يناير)- يهوشوا موندشين، حاخام إسرائيلي (توفي عام 2014).
- 4 شباط / فبراير جوفال أبيب، خبير أمني إسرائيلي أمريكي.
- 22 فبراير- يهوناتان جيفن، كاتب وشاعر وكاتب أغاني وصحفي وكاتب مسرحي إسرائيلي.
- 31 آذار/ مارس- إلياهو م. غولدرات، خبير إسرائيلي في إدارة الأعمال (توفي عام 2011).
- 31 مارس- روني رايش عالم آثار إسرائيلي.
- 1 نيسان- تسيبي شافيت، ممثلة وكوميدي وفنانة إسرائيلية.
- 4 نيسان/ أبريل- إسرائيل سادان، عقيد في الشرطة الإسرائيلية، والقائد السابق لشرطة الحدود الإسرائيلية ورئيس بلدية الخضيرة.
- 22 نيسان- شموئيل روزنتال لاعب كرة قدم إسرائيلي.
- 23 نيسان/ أبريل- دان ميريدور، سياسي إسرائيلي.
- 9 مايو- ديفيد زيلبرمان، اقتصادي إسرائيلي.
- 28 مايو- موسيقي إسرائيلي بوعز شرابي.
- 3 حزيران/ يونيو- شوكي ليفي، مؤلف وكاتب ومخرج ومنتج تنفيذي إسرائيلي أمريكي.
- 13 حزيران/ يونيو- الياكيم روبنشتاين، فقيه إسرائيلي ونائب رئيس المحكمة العليا الإسرائيلية.
- 25 حزيران (يونيو)- تسفي جليل، عالم كمبيوتر وعالم رياضيات إسرائيلي أمريكي، رئيس جامعة تل أبيب
- 30 يونيو- يديديا يعاري، أميرال إسرائيلي، قائد البحرية الإسرائيلية (2000-2004).
- 24 يوليو/ تموز- قاضٍ إسرائيلي أمنون ستراشنوف.
- 27 يوليو- جيورا شبيجل لاعب كرة قدم إسرائيلي.
- 4 آب- ياعيل جيرمان، سياسية اسرائيلية.
- 4 آب- سليم جبران، فقيه عربي اسرائيلي، قاض في المحكمة العليا الاسرائيلية.
- 1 سبتمبر- باتيا غور، كاتب إسرائيلي (توفي عام 2005).
- 15 سبتمبر- عاموس كوليك مخرج وكاتب وممثل إسرائيلي.
- 17 سبتمبر- إيلانيت، مغنية إسرائيلية.
- 27 أيلول- شاؤول يهلوم، سياسي إسرائيلي.
- 1 أكتوبر - آرون سيشانوفر، عالم الأحياء الإسرائيلي، الحائز على جائزة نوبل في الكيمياء.
- 2 تشرين الأول/ أكتوبر- عوزي أراد، الاستراتيجي الإسرائيلي ومستشار الأمن القومي وضابط الموساد.
- 13 تشرين الأول- آفي ليرنر، منتج أفلام إسرائيلي أمريكي.
- 26 تشرين الأول- ميريام ناؤور، قاضية إسرائيلية، قاضية في المحكمة العليا الإسرائيلية.
- 23 أكتوبر- عبد العزيز الرنتيسي، عربي فلسطيني أحد مؤسسي منظمة حماس الإسلامية الفلسطينية المسلحة (توفي 2004).
- 7 تشرين الثاني (نوفمبر)- الممثل الإسرائيلي سيفي ريفلين (توفي عام 2013).
- التاريخ الكامل غير معروف
  - إفرات نتان، فنانة إسرائيلية.
  - مينا روزن، مؤرخة إسرائيلية.
  - موتي ساسون، سياسي إسرائيلي، رئيس بلدية حولون الحالي.
  - أبراهام ديسكين، عالم سياسي إسرائيلي.
  - يائيل رينان، كاتبة ومترجمة إسرائيلية (توفت 2020).

## حالات الوفاة
- 16 أبريل
  - تُوفي دوف جرونر (مواليد 1912)، عضو في منظمة الإتحاد تم القبض عليه أثناء مداهمة مركز للشرطة، وتم إعدامه شنقًا.
  - تُوفي يحيئيل دريسنر (مواليد 1922)، عضو في الإرجون، قُبض عليه أثناء ليلة الضرب، وأعدم شنقًا.
  - تُوفي مردخاي الكاهي (مواليد 1925)، عضو في الإرجون، أسر خلال ليلة الضرب، وتم إعدامه شنقاً.
- 21 أبريل
  - انتحر مئير فينشتاين (مواليد 1927)، عضو الإرجون الذي أسر بعد تفجير محطة للسكك الحديدية، بينما كان ينتظر الإعدام.
  - توفي موشيه بارزاني (مواليد 1926)، عضو في ليحي قُبض عليه وهو يحمل قنبلة يدوية، انتحر وهو ينتظر الإعدام.
- 23 مايو
  - تُوفي عكيفا أرييه فايس (مواليد 1868)، ناشط صهيوني، أحد مؤسسي تل أبيب.
- 29 يوليو
  - تُوفي أفشالوم هافيف (مواليد 1926)، عضو إرجون وعضو سابق في البلماح قُبض عليه خلال استراحة سجن عكا، وتم إعدامه شنقًا.
  - تُوفي مئير نكار (مواليد 1926)، عضو في جماعة إرجون قُبض عليه أثناء الهجوم على سجن عكا، وتم إعدامه شنقاً.
  - توفي يعقوب فايس (مواليد 1924)، عضو إرجون أسر أثناء الهجوم على سجن عكا، ومهاجر تشيكي أنقذ مئات اليهود من النازيين، أعدموا شنقاً.
- 27 نوفمبر
  - تُوفي ديفيد بلوخ بلومنفيلد (مواليد 1884)، زعيم حزب العمل الصهيوني والعمدة الثاني لتل أبيب.